# Всесвітні ігри 2022
Всесвітні ігри 2022 — одинадцяті Всесвітні ігри, що відбулися у Бірмінгемі, Алабама, США з 7 по 17 липня 2022 року.

## Країни-учасниці
| - Афганістан (2) - Албанія (1) - Алжир (1) - Ангола (1) - Аргентина (47) - Аруба (2) - Австралія (97) - Австрія (52) - Азербайджан (15) - Бахрейн (3) - Бельгія (75) - Боснія і Герцеговина (1) - Болівія (3) - Бразилія (60) - Бруней (2) - Болгарія (6) - Камбоджа (2) - Канада (123) - Чилі (28) - Китай (40) - Китайський Тайбей (66) - Колумбія (107) - Коста-Рика (9) - Хорватія (19) - Куба (1) - Чехія (87) - Данія (61) - Джибуті (1) - Домініканська Республіка (3) - Еквадор (16) - Єгипет (37) - Сальвадор (2) - Естонія (8) - Ефіопія (1) - Фінляндія (34) - Франція (162) - Грузія (1) - Німеччина (231) - Велика Британія (108) - Греція (15) - Гватемала (6) - Ходеносауні (Ірокезі) (24) - Гонконг (17) - Угорщина (54) - Ісландія (4) - Індія (11) - Індонезія (6) - Іран - Ірак - Ірландія - Ізраїль (52) - Італія - Японія (160) - Йорданія - Казахстан - Кенія - Кувейт - Киргизстан (3) - Латвія (33) - Литва (10) - Люксембург (1) - Малайзія - Маврикій (2) - Мексика - Молдова (2) - Монголія - Чорногорія - Марокко - М'янма - Намібія - Непал - Нідерланди - Нова Зеландія - Північна Македонія - Норвегія - Пакистан - Панама - Парагвай - Перу - Філіппіни (9) - Польща - Португалія - Пуерто-Рико - Катар (2) - Румунія - Саудівська Аравія - Сенегал - Сербія - Сінгапур - Словаччина - Словенія - ПАР (34) - Південна Корея - Іспанія (58) - Суринам - Швеція - Швейцарія - Таїланд (37) - Туніс - Туреччина - Україна (140) - Об'єднані Арабські Емірати - США (373) - Уругвай - Узбекистан - Венесуела - В'єтнам (6) - Американські Віргінські Острови (8) |

## Види спорту
У програмі Всесвітніх ігор 2022 року представлені 30 офіційних видів спорту, включаючи 54 дисципліни, які охоплюють 206 категорій. Вперше на іграх представлені перегони безпілотників, каное-марафон, брейкінг, жіночий фістбол, кікбоксинг і паркур. Софтбол і ракетбол повернулися в офіційну програму Всесвітніх ігор. Показові змагання, що не включені в офіційну програму Ігор, включають 17 дисциплін в дуатлоні, флаг-футболі, регбі на візках, ушу і чоловічий лакрос.
Цифри в дужках вказують на кількість медалей, що розігруються в кожній спортивній дисципліні:
- Спортивна акробатика (5)
- Спортивна аеробіка (4)
- Авіаційний спорт (2)
- Стрільба з лука (7)
- Фігурне катання на роликових ковзанах (3)
- Пляжний гандбол (2)
- Більярд (4)
- Бочче (4)
- Боулінг (4)
- Каное-марафон (4)
- Каное-поло (2)
- Спортивні танці (5)
- Дуатлон (3)
- Плавання в ластах (16)
- Фістбол (2)
- Флаг-футбол (2)
- Флорбол (1)
- Летючий диск (1)
- Хокей на роликових ковзанах (1)
- Джіу-джитсу (18)
- Карате (12)
- Кікбоксинг (6)
- Корфбол (1)
- Лакросс (2)
- Рятувальний спорт (16)
- Муайтай (12)
- Спортивне орієнтування (5)
- Паркур (4)
- Паверліфтинг (8)
- Ракетбол (2)
- Художня гімнастика (4)
- Шосейне катання на роликових ковзанах (8)
- Софтбол (1)
- Спортивне скелелазіння (6)
- Сквош (2)
- Сумо (8)
- Спідскейтинг (10)
- Стрибки на батуті (4)
- Перетягування канату (3)
- Водні лижі (8)
- Регбі на візках (1)
- Ушу (10)

## Медальний залік
*   Країна-господарка (  США)
| Місце               | Країна                          | Золото | Срібло | Бронза | Загалом |
| ------------------- | ------------------------------- | ------ | ------ | ------ | ------- |
| 1                   | Німеччина                       | 24     | 7      | 16     | 47      |
| 2                   | США*                            | 16     | 18     | 10     | 44      |
| 3                   | Україна                         | 16     | 12     | 17     | 45      |
| 4                   | Італія                          | 13     | 24     | 12     | 49      |
| 5                   | Франція                         | 11     | 15     | 16     | 42      |
| 6                   | Угорщина                        | 11     | 7      | 9      | 27      |
| 7                   | Бельгія                         | 11     | 4      | 5      | 20      |
| 8                   | Японія                          | 10     | 11     | 12     | 33      |
| 9                   | Колумбія                        | 9      | 10     | 6      | 25      |
| 10                  | Китай                           | 9      | 4      | 1      | 14      |
| 11                  | Ізраїль                         | 7      | 3      | 4      | 14      |
| 12                  | Іспанія                         | 6      | 6      | 7      | 19      |
| 13                  | Велика Британія                 | 6      | 3      | 4      | 13      |
| 14                  | Канада                          | 5      | 5      | 5      | 15      |
| 15                  | Швейцарія                       | 5      | 4      | 3      | 12      |
| 16                  | Мексика                         | 5      | 2      | 5      | 12      |
| 17                  | Данія                           | 4      | 3      | 3      | 10      |
| 18                  | Таїланд                         | 4      | 3      | 2      | 9       |
| 19                  | Швеція                          | 3      | 6      | 5      | 14      |
| 20                  | Польща                          | 3      | 5      | 7      | 15      |
| 21                  | Нідерланди                      | 3      | 3      | 4      | 10      |
| 22                  | Єгипет                          | 3      | 2      | 1      | 6       |
| 23                  | Австралія                       | 3      | 1      | 2      | 6       |
| 24                  | Хорватія                        | 2      | 5      | 0      | 7       |
| 25                  | Індонезія                       | 2      | 3      | 0      | 5       |
| 26                  | Норвегія                        | 2      | 2      | 1      | 5       |
| 26                  | Сербія                          | 2      | 2      | 1      | 5       |
| 28                  | Об'єднані Арабські Емірати      | 2      | 1      | 5      | 8       |
| 28                  | Бразилія                        | 2      | 1      | 5      | 8       |
| 30                  | Австрія                         | 2      | 1      | 1      | 4       |
| 31                  | В'єтнам                         | 2      | 0      | 0      | 2       |
| 31                  | Камбоджа                        | 2      | 0      | 0      | 2       |
| 33                  | Китайський Тайбей               | 1      | 6      | 6      | 13      |
| 34                  | Греція                          | 1      | 3      | 4      | 8       |
| 34                  | Південна Корея                  | 1      | 3      | 4      | 8       |
| 36                  | Португалія                      | 1      | 3      | 1      | 5       |
| 37                  | Казахстан                       | 1      | 2      | 1      | 4       |
| 38                  | Словенія                        | 1      | 1      | 3      | 5       |
| 39                  | Словаччина                      | 1      | 1      | 2      | 4       |
| 40                  | Нова Зеландія                   | 1      | 1      | 1      | 3       |
| 40                  | Болгарія                        | 1      | 1      | 1      | 3       |
| 42                  | Бруней                          | 1      | 1      | 0      | 2       |
| 43                  | Гонконг                         | 1      | 0      | 4      | 5       |
| 44                  | Еквадор                         | 1      | 0      | 3      | 4       |
| 45                  | Азербайджан                     | 1      | 0      | 1      | 2       |
| 45                  | Литва                           | 1      | 0      | 1      | 2       |
| 47                  | Молдова                         | 1      | 0      | 0      | 1       |
| 47                  | ПАР                             | 1      | 0      | 0      | 1       |
| 47                  | Філіппіни                       | 1      | 0      | 0      | 1       |
| 47                  | Коста-Рика                      | 1      | 0      | 0      | 1       |
| 47                  | Алжир                           | 1      | 0      | 0      | 1       |
| 52                  | Марокко                         | 0      | 4      | 0      | 4       |
| 53                  | Чехія                           | 0      | 3      | 3      | 6       |
| 54                  | Американські Віргінські Острови | 0      | 3      | 1      | 4       |
| 55                  | Чилі                            | 0      | 2      | 1      | 3       |
| 55                  | Венесуела                       | 0      | 2      | 1      | 3       |
| 57                  | Румунія                         | 0      | 1      | 2      | 3       |
| 57                  | Аргентина                       | 0      | 1      | 2      | 3       |
| 57                  | Сінгапур                        | 0      | 1      | 2      | 3       |
| 60                  | Фінляндія                       | 0      | 1      | 1      | 2       |
| 60                  | Киргизстан                      | 0      | 1      | 1      | 2       |
| 60                  | Узбекистан                      | 0      | 1      | 1      | 2       |
| 63                  | Перу                            | 0      | 1      | 0      | 1       |
| 63                  | Монголія                        | 0      | 1      | 0      | 1       |
| 63                  | Боснія і Герцеговина            | 0      | 1      | 0      | 1       |
| 63                  | Гватемала                       | 0      | 1      | 0      | 1       |
| 63                  | Катар                           | 0      | 1      | 0      | 1       |
| 63                  | Бахрейн                         | 0      | 1      | 0      | 1       |
| 69                  | Малайзія                        | 0      | 0      | 2      | 2       |
| 70                  | Болівія                         | 0      | 0      | 1      | 1       |
| 70                  | Індія                           | 0      | 0      | 1      | 1       |
| 70                  | Туніс                           | 0      | 0      | 1      | 1       |
| 70                  | Панама                          | 0      | 0      | 1      | 1       |
| Загалом (73 збірні) | Загалом (73 збірні)             | 224    | 221    | 222    | 667     |